# Bomullsvårtkaktus
Bomullsvårtkaktus (Mammillaria bombycina) är en suckulent växt inom släktet vårtkaktusar (Mammillaria) och familjen kaktusväxter. 

## Beskrivning
Bomullsvårtkaktusen har ett något avlångt växtsätt och blir 7 till 14 centimeter i diameter, men bildar ofta upp till 80 centimeter stora tuvor. De har ulliga areoler med röda centraltaggar som avslutas med en liten krok, och dessa är omgivna av vita radiärtaggar. Det finns varianter med mer eller mindre röda eller gulaktiga taggar. Blommorna är trattformade, 15 centimeter i diameter och är från vita till rosa. Den efterföljande frukten blir blekt rosagröna och innehåller frön som är mörkt rödbruna. 
Bomullsvårtkaktusen kommer ursprungligen från Mexiko, närmare bestämt från Aguascalientes och Jalisco. Förekommer även som krukväxt.

## Odling
Bomullsvårtkaktusen trivs bäst på så solig plats som möjligt hela året. Sommartid kan den vistas utomhus, låt det inte regna på krukan, för mycket vatten är det största hotet. Vattna rejält så jorden blir genomvattnad, men låt den sedan torka upp ordentligt före nästa vattning. Vintertid skall den vattnas mycket sparsamt. Använd svag kaktusnäring under sommarmånaderna, ingenting resten av året. För mycket näring gör att kaktusen får svårt att klara vintern. På sommaren är en temperatur på cirka 20° C lagom, gärna med svalare nätter. På vintern kan den klara sig med 5-10° C, men ingen frost. Ju svalare vintertid, desto lättare kommer blomningen igång på våren. Omplantering behöver sällan göras varje år, men när det behövs ska jorden innehålla mycket dränerande material.

## Taxonomi
Synonymer:
- Neomammillaria bombycina (Quehl) Britt.&Rose 1923
- Chilita bombycina (Quehl) Orcutt 1926
- Ebnerella bombycina (Quehl) Buxbaum 1951

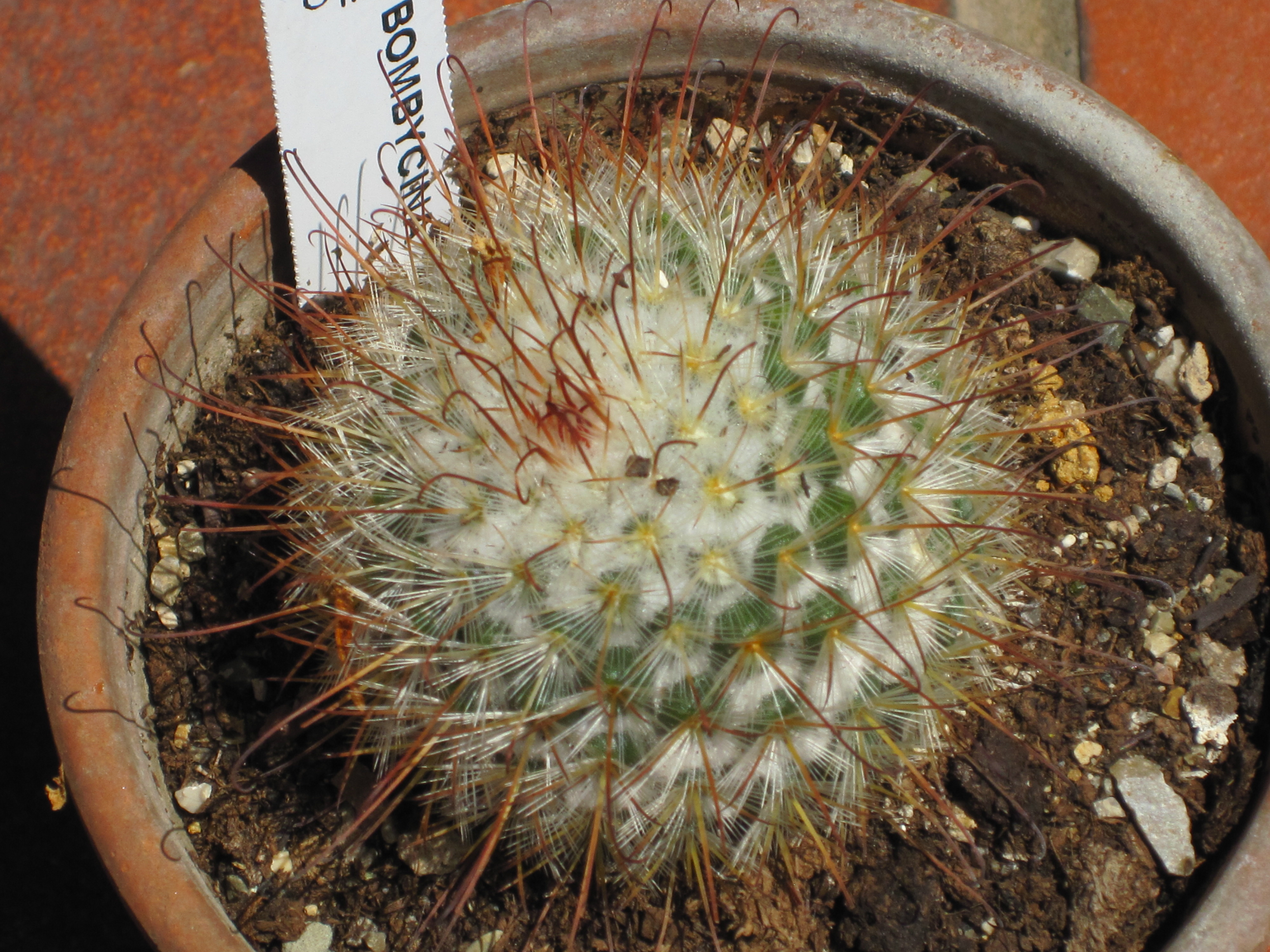
Mammillaria bombycina